# José Manuel Imbamba

Stema arhiepiscopului José Manuel Imbamba, episcop de Saurimo; deviza sa este: „Omnia omnibus”(în română, „Toate lucrurile pentru toți”).

José Manuel Imbamba (n. 7 ianuarie 1965, Boma, Saurimo) este un cleric angolez, arhiepiscop, mitropolit romano-catolic de Saurimo din 12 aprilie 2011.

## Biografie
Hirotonit ca preot în 1991, José Manuel Imbamba a absolvit universitatea Pontificia università urbaniana din Roma, în 1999.
Papa Benedict al XVI-lea l-a numit ca episcop de Dundo în 2008. El a fost hirotonit episcop de Filomeno do Nascimento Vieira Dias pe următorul 14 decembrie. La 12 aprilie 2011, odată cu ridicarea Saurimo la rangul de arhiepiscopie, a fost numit primul arhiepiscop al acestei dieceze, la 31 iulie.
José Manuel Imbamba face parte din Consiliului Permanent al Conferinței Episcopale din Angola și São Tomé.

## Galerie foto

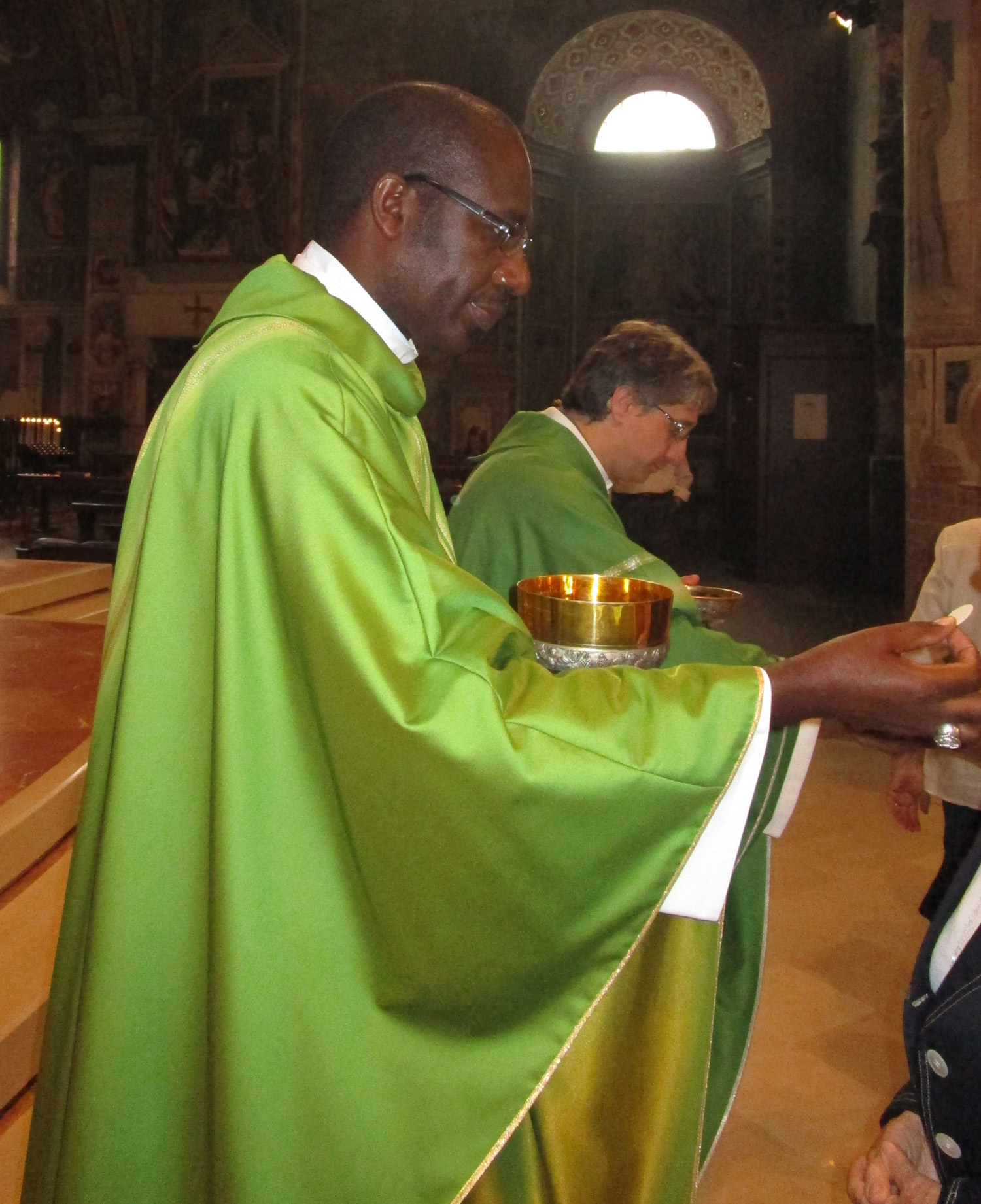
Monseniorul Imbamba, în biserica San Francesco din Lodi, 23 august 2015.